# Epipactis papillosa
Epipactis papillosa är en orkidéart som beskrevs av Adrien René Franchet och Paul Amédée Ludovic Savatier. Epipactis papillosa ingår i släktet knipprötter, och familjen orkidéer. Inga underarter finns listade i Catalogue of Life.

## Bildgalleri

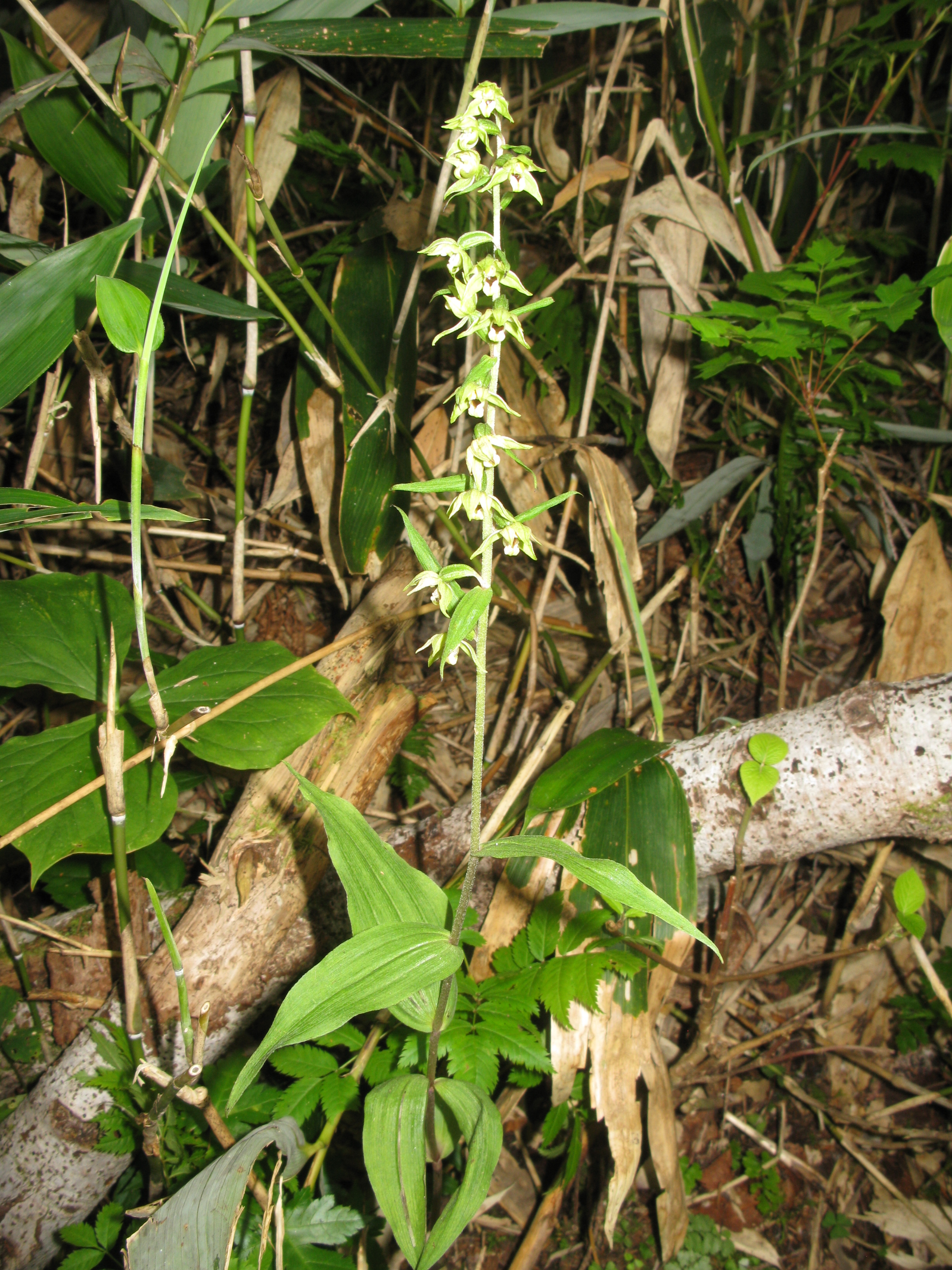
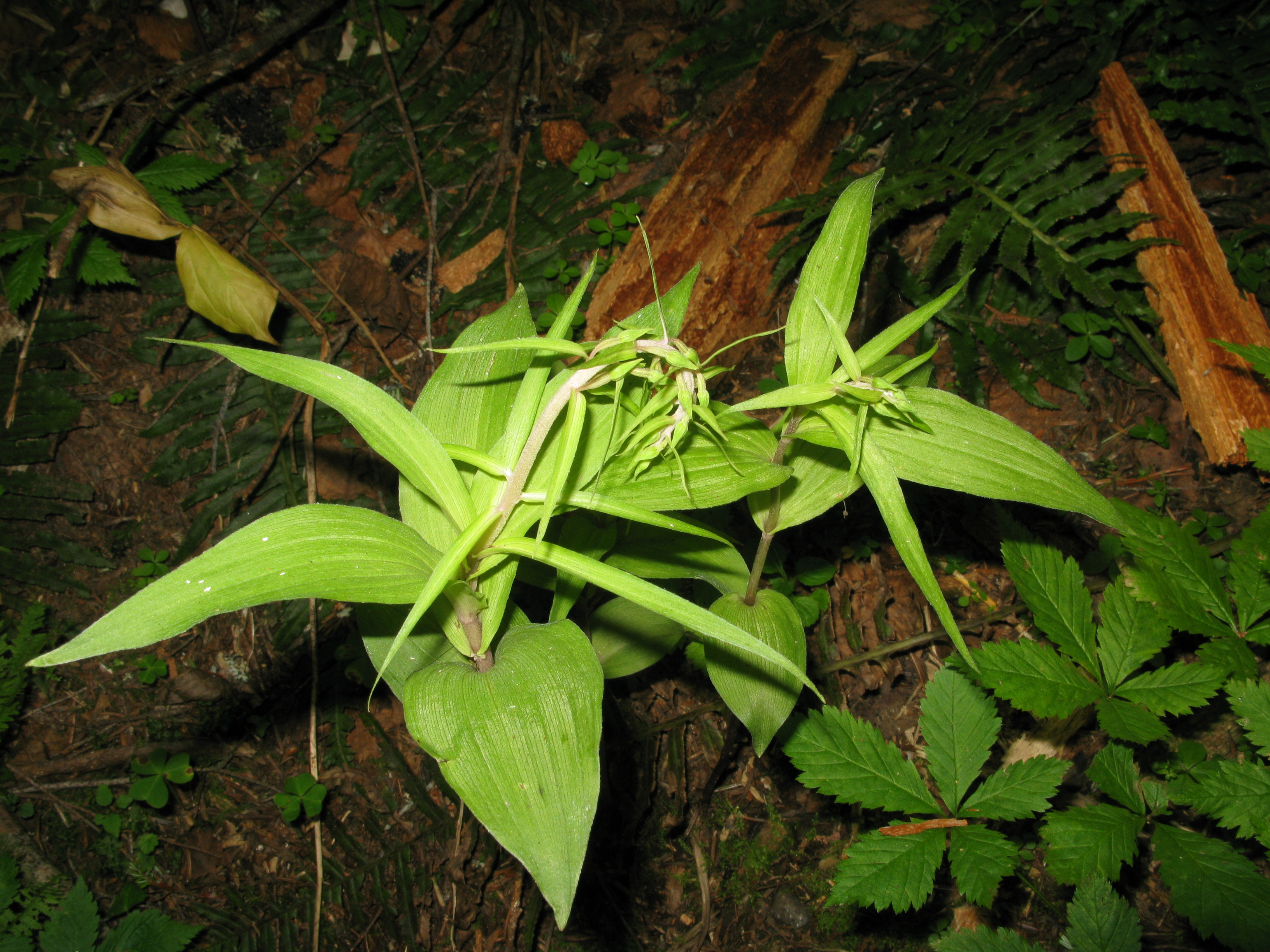
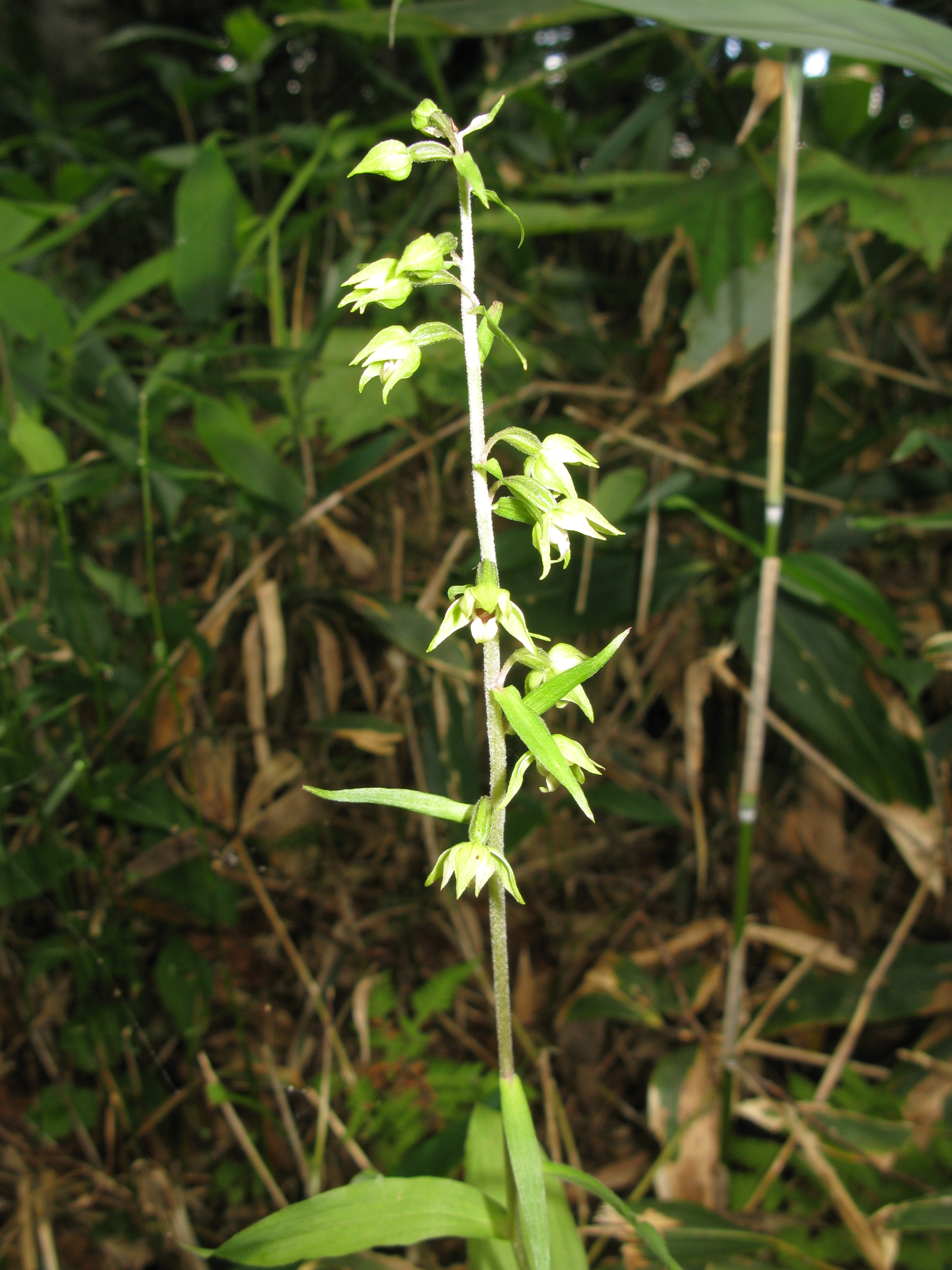